# Каян-Ментаранг
Каян-Ментаранг (индон. Taman Nasional Kayan Mentarang) — национальный парк в Индонезии на территории провинции Северный Калимантан недалеко от границы с Малайзией.

## История
В 1980 году Каян-Ментаранг был объявлен заповедником. Статус национального парка получен в 1996 году.

## География
Национальный парк Каян-Ментаранг находится в центральной части Калимантана. Занимает территорию 13 605 км², что делает его одним из самых крупных парков острова.

## Фауна
Животные, обитающие в парке, включают таких млекопитающих, как яванский ящер, макак-крабоед, носач, борнейский гиббон, медленный лори, западный долгопят, дымчатый леопард, мраморный кот, суматранская кошка, восточная бескоготная выдра, малайский медведь и калимантанская цивета.